# سیارک ۲۷۴
سیارک ۲۷۴ (به انگلیسی: 274 Philagoria) دویست و هفتاد و چهارمین سیارک کشف شده‌است که در ۳ آوریل ۱۸۸۸ و در وین کشف شد.
قدر مطلق سیارک برابر ۱۰٫۱۰ است.